# NGC 7783D
NGC 7783D je lećasta galaktika u zviježđu Ribama.

## Vanjske poveznice
- (engl.) SEDS: NGC 7783
- (engl.) Hartmut Frommert: Revidirani Novi opći katalog
- (engl.) Izvangalaktička baza podataka NASA-e i IPAC-a
- (engl.) Astronomska baza podataka SIMBAD
- (engl.) VizieR
- DSS-ova slika NGC 7783  Arhivirana inačica izvorne stranice od 28. ožujka 2016. (Wayback Machine)
- (engl.) Auke Slotegraaf: NGC 7783 Deep Sky Observer's Companion
- (engl.) NGC 7783[neaktivna poveznica] DSO-tražilica
- (engl.) Courtney Seligman: Objekti Novog općeg kataloga: NGC 7750 - 7799